# コーシカ
座標: 北緯43度03分27秒 東経141度21分01秒 / 北緯43.0575682度 東経141.3501614度
コーシカ、ないし、バール・コーシカ (ロシア語: Бар Кошка) は、かつて札幌市中央区の狸小路商店街（狸小路6丁目）にあったロシア料理店、あるいは、ロシア風居酒屋。1977年に開店し、2014年に閉店した。

## 概要
創業者の宮尾長治は、小樽出身で、第二次世界大戦前から戦中にかけて南満州鉄道に勤務していたが、戦後に4年ほどのシベリア抑留を経験した。その後、サラリーマン生活を経て、妻のすゞ子とともに、1977年にコーシカを開業した。コーシカは、ロシア語で「ネコ」を意味する「Кошка」からとられているが、これは、創業者の宮尾（ミヤオ）という名字がロシア語におけるネコの鳴き声に似ていたことから、「コーシカ」が抑留当時の宮尾の渾名となり、後にそれを店名としたものである。宮尾長治の死去後は長く妻すゞ子が経営し、さらにすゞ子の死去後は長男の政志が経営に当たったが、2014年11月1日をもって閉店となった。
店舗の外壁は丸太を全面にあしらっており、店内にはロシアの民芸品、食器や、ソビエト連邦時代のものも含む酒瓶などが飾られ、ロシアのポピュラー音楽や、ロシア民謡が流されていた。
料理では、 ピロシキ、ボルシチ、ペリメニ（水ぎょうざ）、パンのふたのつぼ焼きなどが人気メニューであった。